# إيمولا
إيمولة أو (نقحرة: إيمولا) (بالإيطالية: Imola)‏ مدينة في الجزء الشمالي الشرقي من وسط إيطاليا في إقليم إميليا رومانيا ضمن الجزء المسمى رومانيا في مقاطعة بولونيا ، تشتهر بحلبة الفورمولا وان العريقة ، سكانها حوالي 66.340 نسمة .

## السكان
في سنة 1861 بلغ عدد السكان 26٬313 نسمة، وتطور العدد ليصل في سنة 2011 لـ 67٬892 نسمة.
يظهر هذا المخطط البياني تطور النمو السكاني لـ إيمولة

## توأمة
لإيمولة اتفاقيات توأمة مع كل من:
- فاينهايم
- بولا (8 يونيو 1973 - )
- كولشيستر
- جينيفيرس

## أعلام
- روبيرتو ميري
- راي آم
- أندريا كوستا
- جانكارلو ماروكي
- ميغيل دي أوليفاريس
- أنطونيو ماريا فالسالفا
- كلاوديو كوستا
- توماسو كازوني
- غويدو باشي